# Piano nazionale della sicurezza stradale
Il Piano nazionale della sicurezza stradale, in acronimo PNSS, è un piano istituito con legge n. 144 del 1999, con cui è stata recepita la comunicazione alla Commissione europea n. 131 del 1997 "Promuovere la sicurezza stradale nell'EU: il programma 1997-2001".
Il Piano nazionale della sicurezza stradale è stato definito dal Ministero dei lavori pubblici, sentito il Ministero dei trasporti e della navigazione, e successivamente approvato dal Comitato Interministeriale per la Programmazione Economica (CIPE). Lo scopo della sua definizione è quello di diminuire gli effetti ed il numero degli incidenti sulla strada, riferendosi inoltre al "Piano di sicurezza stradale 1997-2001" della Commissione delle Comunità europee. Il PNSS è stato il primo atto normativo e legislativo con cui si è iniziato ad analizzare il problema della sicurezza stradale e le possibili soluzioni. Sono state successivamente emanate le linee guida di attuazione. 
Decreto legislativo 30 aprile 1992 n. 285 - Art.1 comma 3: Al fine di ridurre il numero e gli effetti degli incidenti stradali ed in relazione agli obiettivi ed agli indirizzi della Commissione europea, il Ministro delle infrastrutture e dei trasporti definisce il Piano nazionale per la sicurezza stradale.

## Le strutture
Le strutture principali del PNSS solo due:
- Il comitato per la sicurezza stradale, che costituisce il luogo di coordinamento delle entità coinvolte nella definizione, attuazione e verifica del Piano (es. enti pubblici locali);
- La consulta della sicurezza stradale, nella quale rientrano associazioni e rappresentanti delle parti sociali, preposta al confronto ed alla proposta di interventi e programmi di attuazione.

## I programmi di attuazione
I primi programmi nazionali di attuazione fanno riferimento agli anni 2002 e 2003.
Nel 2007 è stato avviato il 3° programma nazionale di attuazione. Nell'ambito di tale programma, la legge finanziaria 2008 prevedeva lo stanziamento di 200 milioni di euro "al fine di implementare le azioni tese ad accrescere la sicurezza stradale e dare attuazione alle azioni previste dal Piano nazionale della sicurezza stradale". Gli stanziamenti erano stati definiti fino al 2013. Il governo Berlusconi IV (insediatosi nel maggio 2008) ha però tagliato questi fondi per ricavare parte dei fondi necessari all'abolizione dell'ICI, riducendo la somma stanziata a 17,5 milioni di euro per il solo 2008 (comma 247, decreto legge 27 maggio 2008 n. 93). Regioni e Province provvedono comunque, compatibilmente con la disponibilità dei fondi, ad avviare i programmi locali di attuazione del PNSS, con interventi di vario tipo (es. installazione di guard rail, realizzazione di rotatorie, posizionamento di dissuasori di velocità, ecc.). 
Allo stato attuale (2011) si è ancora in fase di attuazione del 3° programma da parte delle Regioni.